# 小花柳叶箬
小花柳叶箬（学名：Isachne beneckei）为禾本科柳叶箬属下的一个种。小花柳叶箬分布于福建、台湾、云南，越南、马来西亚、菲律宾、印度尼西亚。

## 扩展阅读
- 維基物種上的相關：小花柳叶箬